# Marco Vibio Liberal
Marco Vibio Liberal (en latín, Marcus Vibius Liberalis) fue un senador romano, que desarrolló su carrera política bajo los imperios de Antonino Pío y el reinado conjunto de Marco Aurelio y Lucio Vero.
Su único cargo conocido fue el de consul suffectus entre los meses de marzo y diciembre del año 166.